# Ototoxicité
L'ototoxicité est une forme de toxicité spécifique aux structures de l'oreille interne, que ce soit la cochlée (ou les premiers neurones du nerf auditif), le système vestibulaire ou les deux. L'ototoxicité peut être un effet secondaire indésirable d'un médicament ou la conséquence d'une exposition chronique à des substances chimiques présentes dans l'environnement, en particulier l'environnement professionnel.
Les symptômes qui témoignent d'une ototoxicité peuvent être des vertiges, des acouphènes, une hypoacousie ou une hyperacousie, un déficit auditif temporaire ou, dans les cas les plus graves, une surdité.
De nombreux médicaments ototoxiques sont utilisés en milieu hospitalier malgré le risque de dommage auditif ou vestibulaire. Ils sont généralement prescrits lors de problèmes de santé graves où la vie du patient est en danger. Le médecin établit alors une stratégie de traitement permettant de minimiser le risque ototoxique tout en assurant une efficacité thérapeutique. Un programme de surveillance accrue de l'audition et de l'équilibre du patient doit être mis en place.
Plus de 600 molécules actives, utilisées dans les médicaments, peuvent provoquer une ototoxicité : pour certaines d'entre elles l'ototoxicité est même le facteur limitant la dose tolérable (gentamicine ou cisplatine par exemple), pour d'autres l'ototoxicité demeure un effet secondaire extrêmement rare.
Les substances pouvant se révéler comme ototoxiques sont répertoriées par l'European Review for Medical and Pharmacological Sciences (en)
Les classes de médicaments ototoxiques les plus connues et les plus utilisées comprennent les antibiotiques aminoglycosides,, et des agents de chimiothérapie à base de platine (cisplatine, carboplatine, bléomycine…). Les diurétiques de l'anse (furosémide, acide étacrynique (en)…) et un certain nombre de médicaments anti-inflammatoires non stéroïdiens (salicylates) et d'antipyrétiques (quinine) se sont également révélés ototoxiques, mais à des doses fortes dépassant les doses thérapeutiques.
Il a également été démontré que certains produits chimiques présents dans l'environnement professionnel pouvaient affecter le système auditif et également interagir avec le bruit pour aboutir à une synergie des effets nocifs. C'est le cas de certains solvants industriels (disulfure de carbone, éthylbenzène, styrène, toluène, trichloréthylène, xylènes…) et de certains métaux lourds (plomb, mercure, étain…).

## Mécanismes d'ototoxicité

### Effets toxiques sur le système auditif
L'ototoxicité peut survenir à différents niveaux en fonction des propriétés physiques et chimiques du composé chimique d'intérêt,.
Dans la plupart des cas, les molécules toxiques sont distribuées par le sang dans tout le corps et arrivent dans la cochlée par la strie vasculaire, qui est un tissu constitué d'un réseau de veinules et d'artérioles fournissant oxygène et nutriments à la cochlée tout en évacuant les produits de dégradation. La plupart des agents ototoxiques traversent facilement la barrière hémo-labyrinthique qui entoure les vaisseaux sanguins de la strie vasculaire et peuvent ainsi atteindre l'organe de Corti, le neuroépithélium qui engendre le message auditif.
Les composés chimiques lipophiles, tels que les solvants aromatiques, ont tendance à s'accumuler dans les cellules de soutien de l'organe de Corti (cellules de Hensen et Deiters) qui sont riches en lipides, puis à provoquer un empoisonnement des cellules ciliées.
En revanche, les composés hydrophiles tels que les antibiotiques aminoglycosides ou des médicaments antinéoplasiques s'accumulent dans les liquides de la cochlée (endolymphe et périlymphe) et pénètrent dans les cellules ciliées. Une fois dans les cellules ciliées, ils engendrent une altération du métabolisme oxydatif et des déséquilibres ioniques qui aboutissent in fine à une mort cellulaire programmée par apoptose.
La forte demande métabolique de la cochlée la rend très vulnérable au stress oxydatif. La cochlée est donc une cible privilégiée pour un grand nombre de produits chimiques générant des radicaux libres. En raison du petit nombre de cellules sensorielles (les cellules ciliées) dans l'organe de Corti et d'une redondance fonctionnelle limitée, la cochlée est particulièrement susceptible aux lésions chimiques. En outre, une fois mortes, les cellules ciliées ne sont pas régénérées chez les mammifères.
D'autres médicaments, tels que les diurétiques de l'anse, peuvent agir directement sur la strie vasculaire, altérant temporairement le fonctionnement des pompes régulant les concentrations ioniques des liquides de l'oreille interne et en particulier de l'endolymphe.
Certains métaux lourds connus pour leurs effets neurotoxiques (plomb, mercure…), peuvent également induire des troubles auditifs en s'attaquant aux neurones du système auditif (qui peuvent à leur tour induire une mort rétrograde des cellules ciliées à la suite d'une désafférentation).
La diversité de ces mécanismes toxiques peut produire un large éventail de dysfonctionnements allant de l'acouphène temporaire (bourdonnement dans les oreilles) à la surdité. Les déficits peuvent également être limités à certaines fréquences spécifiques. Par exemple, les médicaments ototoxiques ciblent préférentiellement les hautes fréquences tandis que les solvants aromatiques ont tendance à préserver les extrémités basale et apicale de la cochlée.
Notons cependant qu'il est difficile, sinon impossible, de déduire la cause du déficit auditif à partir des mesures fonctionnelles traditionnelles (audiométrie tonale liminaire, otoémissions). En effet, les conséquences auditives d'un traitement médicamenteux, d'une exposition à des contaminants environnementaux, d'une exposition au bruit ou d'une combinaison de ces facteurs peuvent être similaires.

### Effets toxiques sur le système vestibulaire
L'ototoxicité est la principale cause de perte bilatérale de la fonction vestibulaire. La plupart des cas cliniques sont dus à l'utilisation de gentamicine.
Les dommages ototoxiques ne génèrent généralement pas de vertiges car les dysfonctionnements sont bilatéraux. Par conséquent, il arrive fréquemment que des patients alités traités à la gentamicine ne prennent conscience de leur perte vestibulaire qu'à leur sortie de l'hôpital.
La perte d'équilibre peut être largement compensée par les informations visuelles et proprioceptives. Cependant, la capacité à garder l'équilibre et la posture diminue lorsque les entrées visuelles et proprioceptives sont réduites, par exemple les yeux fermés ou debout sur une surface irrégulière.
L'ototoxicité peut altérer le réflexe vestibulo-oculaire et provoquer une oscillopsie, c'est-à-dire la  sensation que l'environnement se déplace lorsque la tête bouge. Les altérations du réflexe vestibulo-oculaire peuvent être évaluées par le « Head impulse test » (test d'impulsion de la tête) lors duquel l'expérimentateur prend la tête du sujet à deux mains et la fait pivoter rapidement pendant que le sujet fixe du regard sur un point distant. L'ototoxicité vestibulaire se traduit par une réduction ou une absence du mouvement oculaire réflexe et par l'apparition de mouvements compensatoires tardifs (saccades de rattrapage).
L'ototoxicité vestibulaire a un impact majeur sur la qualité de vie et entraîne une grande gêne dans de nombreuses situations de la vie quotidienne. Il devient par exemple difficile de conduire une voiture ou de lire dans un train, de pratiquer des activités sportives comme l'équitation, le ski ou la natation. La marche est compromise en basse lumière ou sur une surface inégale, ce qui peut entraîner des chutes et des traumatismes.

## Liste d'ototoxiques

### Agents ototoxiques d'origine extra-professionnelle

#### Antibiotiques
Dès la fin des années 1940, on a constaté que divers antibiotiques pouvaient endommager la cochlée et plus précisément les cellules ciliées. C'est le cas des aminoglycosides (parfois dits « AA » ou « aminosides » tels que streptomycine, dihydrostreptomycine, néomycine, gentamicine, kanamycine, amikacine, sisomicine, tobramycine, netilmicine, érythromycine, vancomycine). En cas d'intoxication par ces antibiotiques, l'épithélium neurosensoriel se dégrade en commençant par les cellules ciliées externes (celles du 1er rang d'abord, puis celles du second, puis troisième rang). En cas d'intoxication plus grave, les cellules ciliées internes de soutien sont également dégradées. La perte d'audition est irréversible, d'abord localisée aux fréquences élevées (8 à 12 kHz) puis s'étendant aux fréquences plus basses si le traitement et l'intoxication se prolongent. Ces antibiotiques tendaient à disparaître avec l'invention d'une troisième génération de céphalosporines, mais ils restent nécessaires face à certaines antibiorésistances et maladies nosocomiales.
La présence d'antibiotiques dans l'oreille interne, même à des doses peu ototoxiques, peut fortement augmenter les effets nocifs d'une exposition au bruit,. De plus, les aminosides persistent plusieurs mois dans les liquides de l'oreille interne,, ce qui peut favoriser des co-expositions insoupçonnées avec le bruit. Les aminoglycosides forment des complexes avec les lipides membranaires et le fer libre, ce qui engendre un stress oxydatif puis la mort cellulaire des cellules ciliées.

#### Anticancéreux
Les antinéoplasiques dérivés du platine ont un effet ototoxique bien connu,,, mais sont néanmoins utilisés au regard de la balance bénéfice/risque. Le cisplatine, le carboplatine ou l'oxaliplatine provoquent une dégénérescence de la strie vasculaire et modifient donc la composition électrochimique des liquides de l'oreille interne. Ils détruisent également les corps cellulaires dans les ganglions spiraux et les cellules ciliées : ils sont cochléotoxiques et plus rarement vestibulotoxiques. L'ototoxicité est moins fréquemment observée avec l'oxaliplatine, probablement du fait d'une moindre absorption du médicament par les cellules cochléaires.
A l'instar des aminoglycosides, les pertes auditives sont localisées dans les fréquences élevées avant de s'étendre vers les fréquences médiums, provoquant alors une gêne importante de communication pour la personne traitée. Lors du traitement, il existe des moyens de mesure (audiométrie tonale hautes fréquences, otoémissions acoustiques provoquées) qui permettent d'identifier précocement l'atteinte cochléaire qui peut conduire, dans la mesure du possible, à une adaptation de la dose délivrée.
Quant aux effets combinés du bruit et des antinéoplasiques, la potentialisation de l'ototoxicité par le bruit a été mise en évidence chez l'animal,.
Des cas cliniques ont également été rencontrés chez l'Homme. La sévérité de l'ototoxicité induite par le cisplatine dépend de la dose cumulée administrée et de l'âge du patient, les plus jeunes enfants étant les plus susceptibles. Le cisplatine peut persister plusieurs mois dans la cochlée après une chimiothérapie, ce qui contribue significativement à la toxicité de la molécule. Cette clairance extrêmement lente impose que le patient soit averti des risques qu'il court en cas d'exposition au bruit puisque ce dernier pourra se trouver en situation de co-exposition même plusieurs mois après la fin du traitement.

#### Diurétiques de l'anse
En modifiant le fonctionnement des pompes ioniques situées dans les cellules marginales de la strie vasculaire, les diurétiques perturbent l'équilibre ionique et la composition de l'endolymphe. L'acide éthacrynique, le furosémide et le bumétanide sont des représentants typiques de cette classe de médicaments. Dans la plupart des cas, les diurétiques de l'anse n'entraînent qu'une perte auditive temporaire au niveau des fréquences élevées mais, pour des raisons peu claires, le déficit peut rester permanent dans certains cas. Ils sont en outre capables de potentialiser les troubles auditifs produits par d'autres médicaments tels que les aminoglycosides et le cisplatine, possiblement en augmentant la dose de ces agents dans la cochlée.

#### Salicylates
L'acide acétylsalicylique (aspirine), ainsi que d'autres anti-inflammatoires non stéroïdiens (ibuprofène, diclofenac, indométacine, kétoprofène, naproxène, piroxicam, phénylbutazone) peuvent modifier le comportement des cellules ciliées externes de la cochlée. Ces troubles surviennent généralement après un traitement de longue durée ou à des doses importantes. En quelques jours après l'arrêt du médicament, les effets disparaissent généralement. Le déficit auditif est souvent accompagné d'acouphènes. La question de la synergie entre les effets du bruit et des salicylates est encore aujourd'hui débattue.

#### Certains antipaludéens
Les médicaments à base de chloroquine peuvent être ototoxiques

### Agents ototoxiques d'origine professionnelle

#### Solvants
Certains solvants aromatiques, comme le toluène et le styrène par exemple, sont utilisés en grande quantité dans l'industrie. Le toluène entre dans la composition de peintures, vernis, encres, et agents dégraissants, tandis que le styrène est surtout utilisé dans le processus de fabrication des matériaux composites (résine renforcée à la fibre de verre utilisée dans l'aéronautique, le nautisme, le bâtiment et l'automobile). Très volatils et lipophiles, les solvants aromatiques peuvent être toxiques pour ceux qui les inhalent, les touchent ou les ingèrent. Les solvants pénètrent facilement dans le corps humain, soit par le système respiratoire, soit par la peau ou le système digestif (par les mouvements main bouche). Ils sont véhiculés par le sang et sont ainsi disséminés dans tous les organes. Ils sont principalement métabolisés dans le foie, mais ils peuvent également s'accumuler sous forme inchangée ou métabolisée dans les tissus riches en lipides tels que ceux du système nerveux central et de la cochlée. Cette dernière est une cible privilégiée pour les solvants car l'organe est hautement vascularisé et renferme une proportion importante de tissus riches en lipides.
Les effets ototoxiques des solvants aromatiques tels que le toluène, le styrène, l'éthylbenzène, le paraxylène, l'allylbenzène et le n-propylbenzène ont été démontrés à de multiples reprises dans des expériences utilisant des modèles animaux,,. Bien que le mécanisme par lequel tous ces solvants endommagent la cochlée soit probablement similaire, leur pouvoir ototoxique varie beaucoup en fonction des molécules. L'éthylbenzène et l'allylbenzène sont les plus ototoxiques, suivis par le styrène, puis par le n-propylbenzène, le paraxylène et enfin par le toluène. D'autres solvants aromatiques ne sont pas otototoxiques chez le rat (par exemple, le méta-xylène et le n-butyl-benzène). Aujourd'hui, il est toujours impossible de prédire si un solvant est ototoxique simplement à partir de sa formule chimique. L'ototoxicité des solvants est fortement dépendante de l'espèce : le rat, dont le métabolisme est similaire à celui de l'Homme, est très sensible aux effets ototoxiques des solvants aromatiques, tandis que le cobaye ou le chinchilla, qui ont des métabolismes différents de celui de l'homme, ne le sont pas,.
Les solvants aromatiques affectent l'audition par intoxication des cellules ciliées, entraînant une désorganisation de leurs membranes. Les solvants profitent des membranes phospholipidiques du sulcus externe pour atteindre les cellules de Hensen et de Deiters dont ils perturbent le recyclage du K+. L'hyperkaliémie de l'environnement des cellules ciliées externes sera à l'origine d'une disparition progressive de la troisième à la première rangée. Cette signature histopathologique est typique des solvants aromatiques. On ignore si ce schéma est similaire chez l'Homme, car bien entendu les données histopathologiques ne sont pas disponibles.
Les études épidémiologiques réalisées chez l'Homme se heurtent à de nombreux facteurs confondants, ce qui est certainement la cause des conclusions moins tranchées que celles réalisées chez l'animal,. En effet, la plus grande difficulté de ces études est de distinguer la surdité induite par les solvants de celle induite par le bruit car lors d'une mesure en audiométrie tonale liminaire, elle se manifeste dans les deux cas par une diminution des performances auditives au voisinage des fréquences 4-6 kHz. Cette encoche dans l'audiogramme est appelé classiquement le scotome auditif.
A la différence des solvants aromatiques, les solvants chlorés, comme le trichloréthylène par exemple, sont capables d'empoisonner les fibres ganglionnaires des voies auditives intra-cochléaires,.
En revanche, le disulfure de carbone, le n-hexane ou la methylbutylcétone (entre autres) ne sont pas cochléo-toxiques mais causent des axonopathies centrale et périphérique dans les systèmes auditif et somatosensoriel,. Ils sont davantage neurotoxiques que cochléo-toxiques.

#### Gaz asphyxiants
Le monoxyde de carbone (CO) est répandu dans les activités de métallurgie et dans celles de l'industrie chimique. Il est également présent lors de phénomènes de combustion (moteur à explosion, incinérateurs, incendies). Le cyanure d'hydrogène (HCN), quant à lui, est utilisé dans industrie chimique. On le retrouve aussi lors de certaines combustions (incendie, fumée de cigarette). Si le CO perturbe le fonctionnement des cellules ciliées, l'HCN  agit davantage sur la strie vasculaire. La plupart du temps, les effets auditifs de ces gaz sont réversibles. Mais il a été démontré que le CO potentialise les traumatismes sonores en réduisant la capacité de récupération des cellules ciliées lors d'exposition au bruit. Ainsi, en présence de CO, le risque auditif apparaît à un niveau sonore moindre, l'organe de Corti devient plus vulnérable au bruit.

#### Métaux
Le plomb, le mercure, le cadmium et l'étain sont des métaux dont la neurotoxicité et l'ototoxicité ont été démontrées,.
On trouve le plomb et ses dérivés dans les batteries, les peintures, les fumées de soudage, les environnements miniers, de raffinage ainsi que dans les secteurs de la plomberie. Les études épidémiologiques chez des travailleurs exposés au plomb ont montré que son effet ototoxique était une conséquence de son caractère neurotoxique,,.
Les dérivés organiques du mercure peuvent induire des déficits auditifs chez l'Homme. Ces déficits sont liés à leurs effets neurotoxiques, qui sont bien documentés chez l'Homme et chez diverses espèces de laboratoire. Cependant, il est possible que les dérivés du mercure endommagent également la cochlée.
Le cadmium est un métal utilisé dans de nombreux processus industriels. Il est hautement toxique pour de nombreux organes. La demi-vie du cadmium dans le corps est extrêmement longue (plusieurs années) ; il faut donc prévenir les surexpositions chroniques pour éviter toute accumulation au cours du temps. Sa neurotoxicité affecte à la fois le système nerveux central et les organes sensoriels périphériques. Bien que des études épidémiologiques suggèrent une association significative entre l'exposition au cadmium et la perte auditive, il existe peu d'informations sur le mécanisme par lequel le cadmium pourrait être ototoxique et quelles structures pourraient être ciblées. L'application de cadmium sur des cultures de cochlées entraîne la mort des cellules ciliées internes et externes. L'application de N-acétylcystéine empêche la mort cellulaire, suggérant que le stress oxydatif est impliqué dans les effets toxiques inhérents au cadmium.
L'étain et ses dérivés organiques tels que le tri-n-alkyl étain, le triméthylétain et le triéthylétain sont de puissants bactéricides et fongicides qui peuvent provoquer des pertes auditives chez le rat comme chez le cobaye,. Des déficits auditifs et des troubles cérébelleux (nystagmus) ont été constatés chez des travailleurs ayant inhalé du triméthylétain.
Le germanium et le manganèse peuvent également avoir des effets ototoxiques. Ces deux métaux sont présents dans les fonderies, l'industrie du verre, dans les teintureries et lors de la fabrication ou de l'utilisation des fertilisants. Il a été montré chez l'animal que le germanium, administré à de fortes doses, provoquait une dégénérescence de la strie vasculaire et des cellules de soutien ayant pour conséquence une perte auditive.
Chez l'Homme, une exposition chronique au manganèse peut engendrer une affection grave appelée manganisme, caractérisée par des mouvements dystoniques ressemblant à ceux causés par la maladie de Parkinson. Le manganisme est le plus souvent observé chez les travailleurs exposés de manière prolongée à des concentrations élevées de manganèse dans l'atmosphère, tels que les soudeurs et les mineurs.
Logiquement, la plupart des recherches ont porté sur les effets de l'exposition du manganèse sur le système nerveux central, mais des études de laboratoire ont montré que le manganèse pourrait également être toxique pour le système auditif. Dans les cultures de cochlée de rat, le manganèse s'accumule et endommage les cellules ciliées, les fibres nerveuses auditives et les cellules du ganglion spiral. Étonnamment, les cellules ciliées internes semblent plus sensibles que les cellules ciliées externes. La potentialisation des effets auditifs lors d'une co-exposition avec le bruit, a été démontrée dès les années 1970. Chez l'Homme, les données sont rares, mais quelques études rapportent des cas de déficience auditive chez des soudeurs exposés de façon chronique à des fumées contenant beaucoup de manganèse,. Ces résultats cliniques restent limités et doivent être confirmés.

## Réglementation française
En 2013, à la demande du ministère chargé du travail, l'Agence nationale de sécurité sanitaire  (ANSES) a fourni une saisine d'expertise collective relative aux recommandations de la mention « ototoxique » pour prévenir des "effets de la co-exposition professionnelle au bruit et aux substances chimiques". Le comité d'experts spécialisé (CES) a recommandé d'attribuer la mention « ototoxique » aux substances suivantes : styrène, toluène et monoxyde de carbone. Cependant, en mars 2019, seul le styrène comporte cette mention.